# Chevagnes
Chevagnes je naselje in občina v osrednjem francoskem departmaju Allier regije Auvergne. Leta 1999 je naselje imelo 716 prebivalcev.

## Geografija
Kraj leži v pokrajini Bourbonnais 17 km severovzhodno od središča departmaja Moulinsa.

## Administracija
Chevagnes je sedež istoimenskega kantona, v katerega so poleg njegove vključene še občine Beaulon, La Chapelle-aux-Chasses, Chézy, Gannay-sur-Loire, Garnat-sur-Engièvre, Lusigny, Paray-le-Frésil, Saint-Martin-des-Lais in Thiel-sur-Acolin s 6.743 prebivalci.
Kanton je sestavni del okrožja Moulins.

1. ↑  »Populations légales 2016«. Nacionalni inštitut za statistične in gospodarske raziskave. Pridobljeno 25. aprila 2019.